# Spilosoma semibrunnea
Spilosoma semibrunnea là một loài bướm đêm thuộc phân họ Arctiinae, họ Erebidae.